# Matthias Bauer (Schriftsteller)
Matthias Bauer (* 28. November 1973 in Lienz) ist ein österreichischer Schriftsteller. Er lebt in Tirol.

## Leben
Bauer studierte Geschichte und Volkskunde in Innsbruck. Nach dem Studium drehte er mit Bastian Zach, den er einige Jahre zuvor beim Bundesheer kennengelernt hatte, zunächst Kurzfilme und Filme (u. a. 3 Zimmer.Küche.Tod). Danach verfassten sie unter ihrem Autorennamen Zach/Bauer Kino-Drehbücher, so zum Horrorfilm One Way Trip 3D (2011) und zum internationalen Wikingerfilm Northmen – A Viking Saga (2014). Für das Fernsehen steuerten Zach/Bauer zur Krimiserie Blind ermittelt die Folge Tod im Prater bei. Ebenso schrieben sie für die 3. und 4. Staffel der Serie SOKO Linz. Für den Wikingerfilm Seven for Valhalla verfassen sie das Drehbuch.
Parallel zu ihren Drehbüchern schrieben Zach/Bauer zahlreiche Romane. Insbesondere erfolgreich war ihre Trilogie Morbus Dei. Nach der zweiteiligen Reihe Das Blut der Pikten erschien die Familien-Saga Tränen der Erde/Das Reich der zwei Kreuze.
Als Solowerke von Matthias Bauer sind die Kurzgeschichten-Bände Reiche Ernte, Das Tor und Die Schwärze des Spiegels erschienen. Eine dreiteilige Comic-Version von Reiche Ernte entstand mit Zeichner Chris Scheuer beim Verlag Panini. Weiters hat Bauer die Kinderbücher Der Fluch des alten Bergwerks, Das Grauen am See, Vollmondlegenden - Das Geheimnis der Vampire und Die Mumie - Eine Nacht voller Abenteuer veröffentlicht. In der Schulzeitschrift Spot erschienen seine Kurzgeschichten Der Fi-Fa-Finstermann, Die weiße Frau, Am Lagerfeuer, Eine gute Geschichte und Das Mädchen auf dem Stein.

## Veröffentlichungen
Zach/Bauer:
- Morbus Dei: Die Ankunft, Haymon Verlag, 2010, ISBN 978-3-85218-846-1.
- Morbus Dei: Inferno, Haymon Verlag, 2012, ISBN 978-3-85218-879-9.
- Morbus Dei: Im Zeichen des Aries, Haymon Verlag, 2013, ISBN 978-3-85218-951-2.
- Das Blut der Pikten, Heyne Verlag, 2016, ISBN 978-3-453-41939-1.
- Das Blut der Pikten – Feuersturm, Heyne Verlag, 2018, ISBN 978-3-453-43914-6.
- Tränen der Erde, Heyne Verlag, 2019, ISBN 978-3-453-43978-8.
- Das Reich der zwei Kreuze, Heyne Verlag, 2020, ISBN 978-3-453-42449-4.

Matthias Bauer:
- Reiche Ernte und andere makabre Geschichten, Blitz Verlag 2018.
- Das Tor. Neue makabre Geschichten, Blitz Verlag 2019.
- Die Schwärze des Spiegels. Makabre Kürzestgeschichten, Independently published 2022.
- Der Fluch des alten Bergwerks, G&G Verlag 2020, ISBN 978-3-7074-2290-0.
- Das Grauen am See, G&G Verlag 2022, ISBN 978-3-7074-2427-0.
- Vollmondlegenden - Das Geheimnis der Vampire, G&G Verlag 2023, ISBN 978-3-7074-2514-7.
- Die Mumie - Eine Nacht voller Abenteuer, G&G Verlag 2025, ISBN 978-3-7074-2698-4.
- Der Fluch des alten Bergwerks/Das Grauen am See (Doppelband), G&G Verlag 2025, ISBN 978-3-7074-2711-0.

Comics Matthias Bauer/Chris Scheuer:
- Reiche Ernte Band 1, Panini Verlags GmbH 2019, ISBN 978-3-7416-1445-3.
- Reiche Ernte Band 2, Panini Verlags GmbH 2020, ISBN 978-3-7416-1785-0.
- Reiche Ernte Band 3, Panini Verlags GmbH 2020, ISBN 978-3-7416-1786-7.